# Domessin
Domessin település Franciaországban, Savoie megyében. Lakosainak száma 1999 fő (2022. január 1.). Domessin Le Pont-de-Beauvoisin, Romagnieu, Saint-Albin-de-Vaulserre, Saint-Jean-d’Avelanne, Belmont-Tramonet, La Bridoire, Le Pont-de-Beauvoisin, Saint-Béron és Verel-de-Montbel községekkel határos.

## Népesség
A település népességének változása:
| Lakosok száma | 1829 | 1839 | 1888 | 1855 | 1880 | 1904 | 1929 | 1950 | 1999 |
|               | 2013 | 2015 | 2016 | 2017 | 2018 | 2019 | 2020 | 2021 | 2022 |